# پادشاه عاج
پادشاه عاج (به انگلیسی: King Ivory) یک فیلم جنایی، درام و دلهره‌آور آمریکایی محصول سال ۲۰۲۴ به نویسندگی و کارگردانی جان سواب با بازی جیمز بج دیل و بن فاستر است. این فیلم برای اولین بار در هشتاد و یکمین دوره جشنواره فیلم ونیز به نمایش درآمد.

## داستان
در تالسا، مأمور مواد مخدر لین وست به‌صورتی شخصی درگیر نبردی بی‌امان با همه‌گیری مرگبار فنتانیل می‌شود؛ زمانی که پسر نوجوانش، جک، درگیر اعتیاد می‌گردد. او به همراه همکار وفادارش تای و مأمور اف‌بی‌آی یعنی بیتی، به تعقیب سرشاخه‌های کارتل‌های مواد مخدر و خانواده‌های جنایتکار محلی می‌پردازد. در این میان، رامون گارزا، قاچاقچی مکزیکی، هولت لایت‌فدر، رئیس یک باند بومی داخل زندانی و جورج اسمایلی گرین از خانواده مافیایی ایرلندی‌رگه مهمی‌اند. داستان، شبکه‌ای پیچیده از افراد را به تصویر می‌کشد که در این بحران اجتماعی به‌طرز تراژیکی درهم آمیخته‌اند.

## ساخت
این فیلم در تابستان ۲۰۲۳ در منطقه تالسا (اکلاهما) فیلمبرداری شد. این فیلم با بودجه‌ای کمتر از ۸ میلیون دلار ساخته شد. سواب این فیلم را «شخصی‌ترین فیلمی» که تاکنون ساخته است، توصیف کرد.

## انتشار
این فیلم برای اولین بار در هشتاد و یکمین جشنواره بین‌المللی فیلم ونیز، در بخش فرعی «Orizzonti Extra» به نمایش درآمد. در مارس ۲۰۲۵ گزارش شد که این فیلم در اواخر سال، توسط صبان فیلز و رودساید اترکشنز، در ایالات متحده اکران خواهد شد.

## بازخوردها
جردن مینتزر، منتقد فیلم هالیوود ریپورتر، این فیلم را ستود و آن را «مؤثر»، «سرسختانه» و «فراتر از یک فیلم دلهره‌آور مواد مخدر معمولی» توصیف کرد و خاطرنشان کرد: «نگاه تلخ و غیرقابل انعطاف آن به تأثیر مخرب فنتانیل بر ایالات متحده لزوماً مورد پسند عموم نیست، اما ارزش دیدن دارد.»